# Dao Bandon
Dao Bandon (thajsky ดาว บ้านดอน; * 4. ledna 1947, Jasothon) je thajský zpěvák a písničkář, který je považován za průkopníka[zdroj?] v hudebních žánrech elektronický luk thung a Mor lam.

## Diskografie

### Alba
- 1970 – Khon Kee Lang Kway
- Roe Rak Tai Toan Kradon

### Psaní skladeb
- Jao Bao Hai (Jintara Poonlarp)
- Rak Salai Dok Fai Ban (Jintara Poonlarp)[3][4][5]
- Covid Ma Namta Lai (Jintara Poonlarp)[6]
- Nam Ta Loan Bon Tee Non (Honey Sri-Isan)
- Kulab Daeng (Somjit Borthong)